# Konzeptinventar
Ein Konzeptinventar ist ein kriterienbezogener Test, mit dessen Hilfe festgestellt werden soll, ob Lernende über ein solides Arbeitswissen zu einer bestimmten Gruppe von Konzepten verfügen. 
Konzeptinventare haben meist die Form von Multiple-Choice-Tests, um die Durchführung in großen Gruppen von Lernenden und die Interpretierbarkeit der Ergebnisse zu erleichtern. Im Gegensatz zu einem typischen, von der Lehrkraft erstellten Multiple-Choice-Test sind die Fragen und Antwortmöglichkeiten in Konzeptinventaren Gegenstand umfangreicher Untersuchungen. Zu den Zielen solcher Untersuchungen gehört es, (a) die Bandbreite dessen, was Personen denken, dass eine bestimmte Frage fragt, und (b) die häufigsten Antworten auf die Fragen zu ermitteln. Konzeptinventare werden sorgfältig entwickelt, um die Zuverlässigkeit und Gültigkeit der Tests zu gewährleisten. In ihrer endgültigen Form enthält jede Frage eine richtige Antwort und mehrere Ablenkungsmöglichkeiten (sogenannte Distraktoren).
Im Idealfall spiegelt die Punktzahl in einem kriterienbezogenen Test den Umfang des Inhaltswissens wider, das ein Schüler oder Student beherrscht. Kriterienbezogene Tests unterscheiden sich von normbezogenen Tests dadurch, dass erstere (theoretisch) nicht dazu verwendet werden, das Ergebnis einer Einzelperson mit den Ergebnissen der Gruppe zu vergleichen. Normalerweise besteht der Zweck eines kriterienbezogenen Tests darin, festzustellen, ob ein Lernender eine vorher festgelegte Menge an inhaltlichem Wissen beherrscht. Bei Erreichen einer Testpunktzahl, die bei oder über einem Grenzwert liegt, kann der Schüler mit dem Studium des Inhaltswissens fortfahren, das als Nächstes in einer Lernsequenz folgt. Im Allgemeinen sind Aufgaben mit einem Schwierigkeitsgrad zwischen 30 % und 70 % am besten geeignet, um Informationen über das Verständnis der Lernenden zu liefern.
Die Distraktoren sind falsche oder irrelevante Antworten, die in der Regel (aber nicht immer) auf den weit verbreiteten Fehlvorstellungen der Lernenden beruhen. Die Testentwickler untersuchen häufig die falschen Vorstellungen der Lernenden, indem sie deren Antworten auf offen formulierte schriftliche Fragen untersuchen und Interviews mit ihnen führen, in denen sie laut nachdenkend die Aufgaben bearbeiten. Die von den Lernenden gewählten Distraktoren helfen den Forschern, das Denken der Lernenden zu verstehen, und geben den Lehrkräften Einblicke in das Vorwissen von Lernenden (und manchmal auch in deren feste Überzeugungen). Diese Forschungsgrundlage bildet die Grundlage für die Konstruktion und das Design von Konzeptinventaren und trägt dazu bei, dass Lehrkräfte Hinweise auf die Ideen von Lernenden, wissenschaftliche Missverständnisse und lehrendeninduzierte oder unterrichtsinduzierte Fehlvorstellungen und konzeptionelle Lücken erhalten, die das Lernen behindern.

## Verfügbare Konzeptinventare

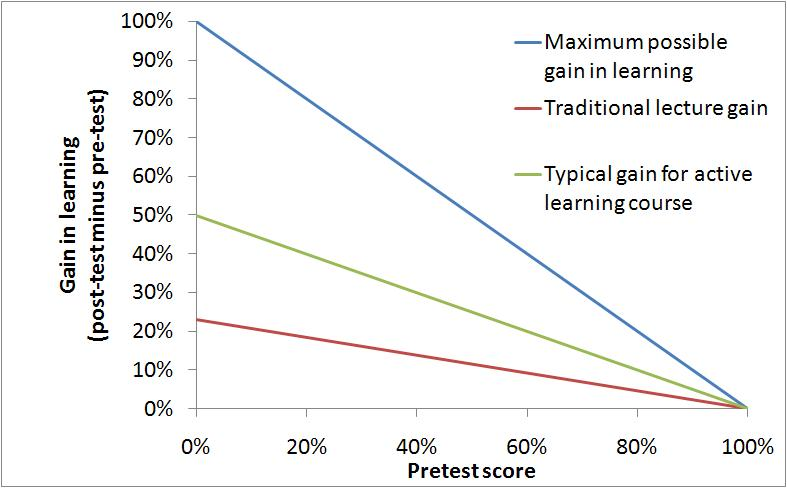
Schematische Darstellung des Hake-Diagramms

Konzeptinventare sind bildungsbezogene Diagnosetests. 1985 führten Halloun und Hestenes einen „Multiple-Choice-Mechanik-Diagnosetest“ ein, um die Konzepte Lernender über Bewegung zu untersuchen. Er bewertet das Verständnis der Lernenden über die grundlegenden Konzepte der klassischen Mechanik. Wenig später wurde mit dem Force Concept Inventory (FCI) ein weiteres Konzeptinventar entwickelt, das darauf abzielt, das Verständnis der Lernenden für die Newtonschen Konzepte der Kraft zu beurteilen. Hestenes (1998) fand heraus, dass zwar „fast 80% der [Studenten, die Einführungskurse in Physik an Colleges belegen] zu Beginn des Kurses Newtons drittes Gesetz nennen konnten. Die FCI-Daten zeigten, dass weniger als 15% von ihnen es am Ende des Kurses vollständig verstanden hatten“. Diese Ergebnisse wurden in einer Reihe von Studien mit Studierenden an verschiedenen Einrichtungen wiederholt. Dennoch bleibt die Frage offen, was der FCI genau misst. Die Ergebnisse des FCI haben dazu geführt, dass die Bedeutung der aktiven Auseinandersetzung Lernender mit dem zu bewältigenden Stoff in der wissenschaftlichen Ausbildung stärker anerkannt wird.
Häufig werden Konzeptinventare als Vor- und Nachtest eingesetzt. Auf diese Weise wird es möglich, den Lernzuwachs zu erheben. Zur graphischen Darstellung wird oft das Hake-Diagramm verwendet.
Seit der Entwicklung des FCI sind weitere Physikinstrumente entwickelt worden. Dazu gehören die Force and Motion Conceptual Evaluation und das Brief Electricity and Magnetism Assessment. Für eine Diskussion darüber, wie eine Reihe von Konzeptinventaren entwickelt wurden, siehe Beichner. Eine umfangreiche Sammlung von Physikinstrumenten in mehreren Sprachen (einschließlich Deutsch) ist auf der durch die American Association of Physics Teachers geförderten Materialiensammlung PhysPort verfügbar.
Neben der Physik wurden Konzeptinventare für weitere akademische Disziplinen entwickelt, u. a. für Statistik, Chemie, Astronomie, Biologie, Genetik, Ingenieurwissenschaften, Geowissenschaften und Informatik.
In vielen Bereichen überschreiten die grundlegenden wissenschaftlichen Konzepte die Grenzen der einzelnen Disziplinen. Ein Beispiel für ein Inventar, das die Kenntnis solcher Konzepte bewertet, ist ein von Odom und Barrow (1995) entwickeltes Instrument zur Bewertung des Verständnisses von Diffusion und Osmose. Darüber hinaus gibt es konzeptionelle Instrumente ohne Multiple-Choice-Verfahren, wie z. B. den Essay-basierten Ansatz und die Kombination von Essay und mündlicher Prüfung zur Messung des Verständnisses von Lewis-Strukturen in der Chemie.

## Vorbehalte im Zusammenhang mit der Verwendung von Konzeptinventaren
Einige Konzeptinventare sind problematisch. Die getesteten Konzepte sind möglicherweise nicht grundlegend oder wichtig für ein bestimmtes Fach, die betreffenden Konzepte werden möglicherweise nicht ausdrücklich in einem Kurs oder einem Curriculum gelehrt, oder die korrekte Beantwortung einer Frage erfordert möglicherweise nur ein oberflächliches Verständnis eines Themas. Es ist daher möglich, dass die Beherrschung der Inhalte durch die Lernenden entweder über- oder unterschätzt wird. Während Konzeptinventare, die darauf ausgelegt sind, Trends im Denken der Schüler zu ermitteln, möglicherweise nicht nützlich sind, um Lernzuwächse als Ergebnis pädagogischer Interventionen zu überwachen, ist die Beherrschung eines Fachs möglicherweise nicht die Variable, die von einem bestimmten Instrument gemessen wird. Die Benutzer sollten darauf achten, dass Konzeptinventare tatsächlich das konzeptionelle Verständnis testen und nicht die Fähigkeit, Tests zu bestehen, Sprachkenntnisse oder andere Fähigkeiten, die die Testleistung beeinflussen können.
Die Verwendung des Multiple-Choice-Formats für Konzeptinventare ist nicht unumstritten. Schon die Struktur von Multiple-Choice-Fragen wirft die Frage auf, inwieweit komplexe und oft nuancierte Situationen und Ideen vereinfacht oder verdeutlicht werden müssen, um eindeutige Antworten zu erhalten. So erfüllt beispielsweise eine Multiple-Choice-Fragensammlung, mit der eigentlich das Wissen über Schlüsselkonzepte der natürlichen Auslese beurteilt werden soll, eine Reihe von Qualitätskontrollstandards nicht: Dort werden Paare paralleler Fragen verwendet, wobei jedes Paar genau ein Schlüsselkonzept zur natürlichen Auslese messen soll. Ein Problem besteht darin, dass die beiden Fragen manchmal sehr unterschiedliche Schwierigkeitsgrade aufweisen. Ein weiteres Problem besteht darin, dass diese Multiple-Choice-Fragensammlung das Wissen über die natürliche Auslese überschätzt. Dies zeigt sich in den Leistungen Studierender bei einer diagnostischen Erhebung mittels Essay und einer diagnostischen mündlichen Erhebung, zwei Instrumenten mit recht guter Konstruktvalidität. Obwohl die Auswertung von Konzeptinventaren in Form von Essays oder mündlichen Prüfungen arbeitsintensiv, kostspielig und bei einer großen Anzahl von Schülern schwierig durchzuführen ist, können solche Prüfungen eine realistischere Einschätzung des tatsächlichen Niveaus der konzeptionellen Beherrschung der Lernenden sowie ihrer Fehlvorstellungen bieten. In jüngster Zeit wurde jedoch eine Computertechnologie entwickelt, mit der Essay-Antworten bei Konzeptinventaren in der Biologie und anderen Bereichen bewertet werden können. Das verspricht, die Bewertung von Konzeptinventaren zu erleichtern, bei denen die Antworten als (transkribierte) mündliche Prüfungen und als Essay vorliegen.